# Hovig

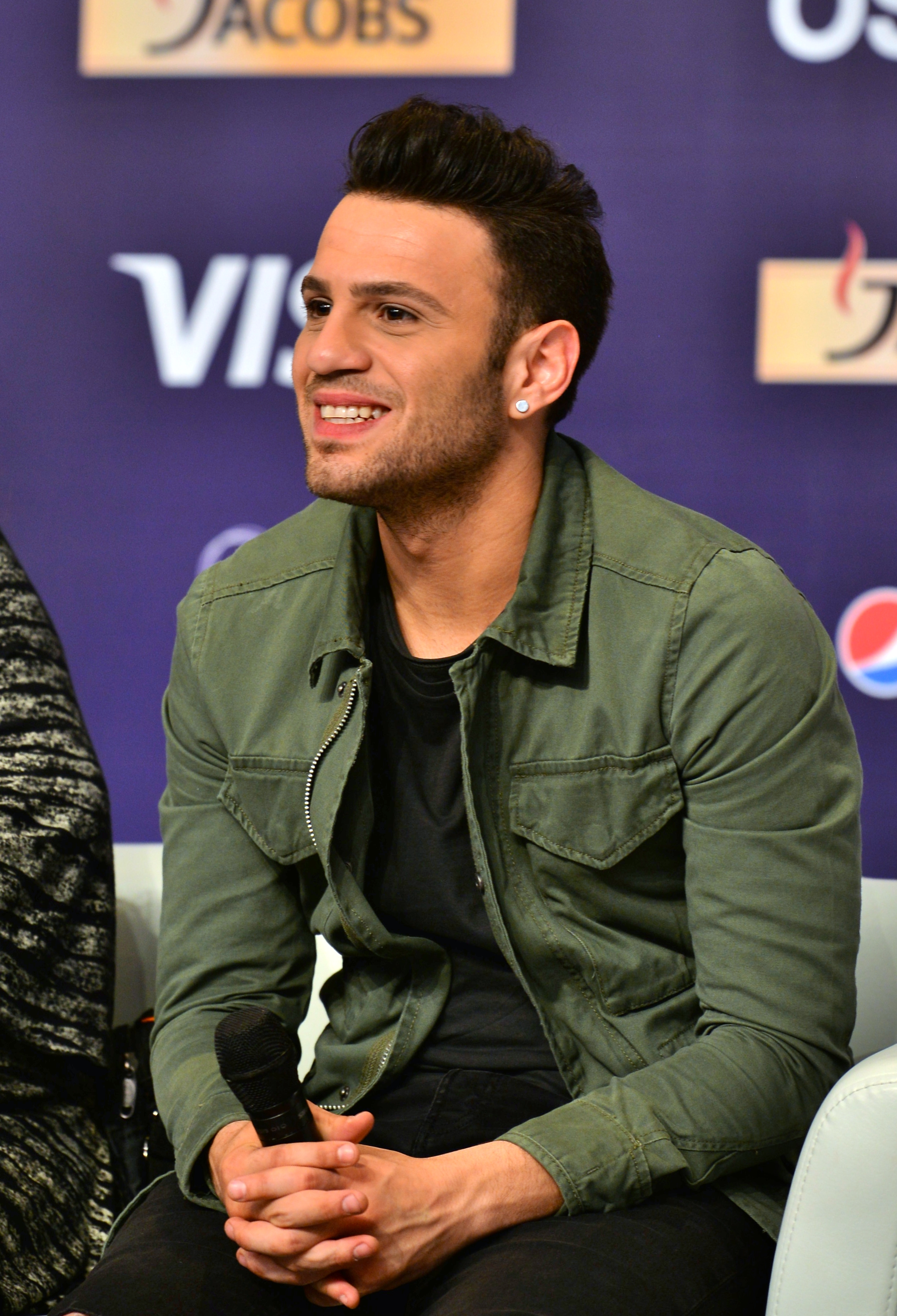
Hovig (2017)

Hovig (eigentlich griechisch Χόβιγκ Ντεμιρτζιάν, Choving Demirtzian, armenisch Հովիկ Դեմիրճյան, Howik Demirtschjan; * 3. Januar 1989 in Nikosia) ist ein zypriotisch-armenischer Sänger. Er vertrat Zypern beim Eurovision Song Contest 2017 in Kiew.

## Leben
Hovig, der neben der zypriotischen auch die Staatsbürgerschaft Armeniens besitzt, wollte bereits zweimal beim ESC antreten. Für den ESC 2010 erreichte er im Vorentscheid mit dem Lied Goodbye den dritten Platz und 2015 gelang ihm in der Vorentscheidung mit dem Song Stone in a River der vierte Platz.
Am 21. Oktober 2016 wurde er als erster Kandidat aller teilnehmenden Länder vorgestellt. Sein Song Gravity wurde wie der Beitrag von 2016 (Alter Ego von Minus One) vom schwedischen Komponisten Thomas G:son geschrieben. Der Titel kam im Finale des Wettbewerbes auf Platz 21.

## Diskografie
Singles
- 2009: Den mou milas alithina
- 2010: Ksana
- 2010: Goodbye
- 2012: Mystika
- 2013: Ekho ya mena
- 2015: Stone in a River
- 2017: Gravity
- 2018: Words Are Never Easy
- 2021: Hayi Achqer
- 2021: Lusabats / Gnórimi Skiá